# 피트 알론소
피트 모건 알론소(Peter Morgan Alonso, 1994년 12월 7일 ~ )는 미국의 야구 선수로, 현재 미국 메이저 리그 뉴욕 메츠의 1루수이다. 2019년 데뷔해 그 해 시즌에 53호 홈런을 기록하며 종전 코디 벨린저의 순수신인 최다 홈런 기록을 갱신하여 메이저리그 역대 순수신인 최다홈런 기록 보유자가 되었다.

## 수상 경력
- 2019년 내셔널 리그 올해의 신인 상
- 내셔널 리그 올스타 2회 (2019년, 2022년)

## 같이 보기
- 메이저 리그 베이스볼 올해의 신인상

1. ↑  국재환 (2017년 9월 23일). “'시즌 39호' 벨린저, SF전 역전 3점포…NL 신인 최다 홈런”. 엠스플뉴스. 2020년 11월 18일에 확인함.